# Hacıqabul (Rayon)
Hacıqabul, auch Hajigabul, ist ein Rayon im Osten Aserbaidschans. Hauptstadt des Bezirks ist die gleichnamige Stadt Hacıqabul (früher Qazı Məmməd oder Qazıməmməd, russisch Кази-Магомед/Kasi-Magomed).

## Geografie
Der Rayon hat eine Fläche von 1640 km². Die Landschaft gehört zur Steppe von Schirwan und wird durchflossen vom Hacıqabul. Die südwestliche Grenze bildet der Fluss Kura.

## Bevölkerung
Der Rayon hat 77.100 Einwohner (Stand: 2021). 2009 betrug die Einwohnerzahl 65.500. Diese verteilen sich auf die Hauptstadt und 30 weitere Orte.

## Wirtschaft
Eine bedeutende Rolle in der Wirtschaft des Rajons spielt die Erdölförderung, insbesondere im Bereich der von Nordwesten nach Südosten durch das Gebiet verlaufenden Bergzüge Şahdağ und Mişovdağ. Ansonsten ist die Region landwirtschaftlich geprägt. Es wird vor allem Viehzucht betrieben (Rinder und Schafe) sowie entlang der Kura und im Tal des Pirsaat Getreide und Gemüse angebaut. Es gibt drei Agrarunternehmen und 47 weitere Bauernhöfe.

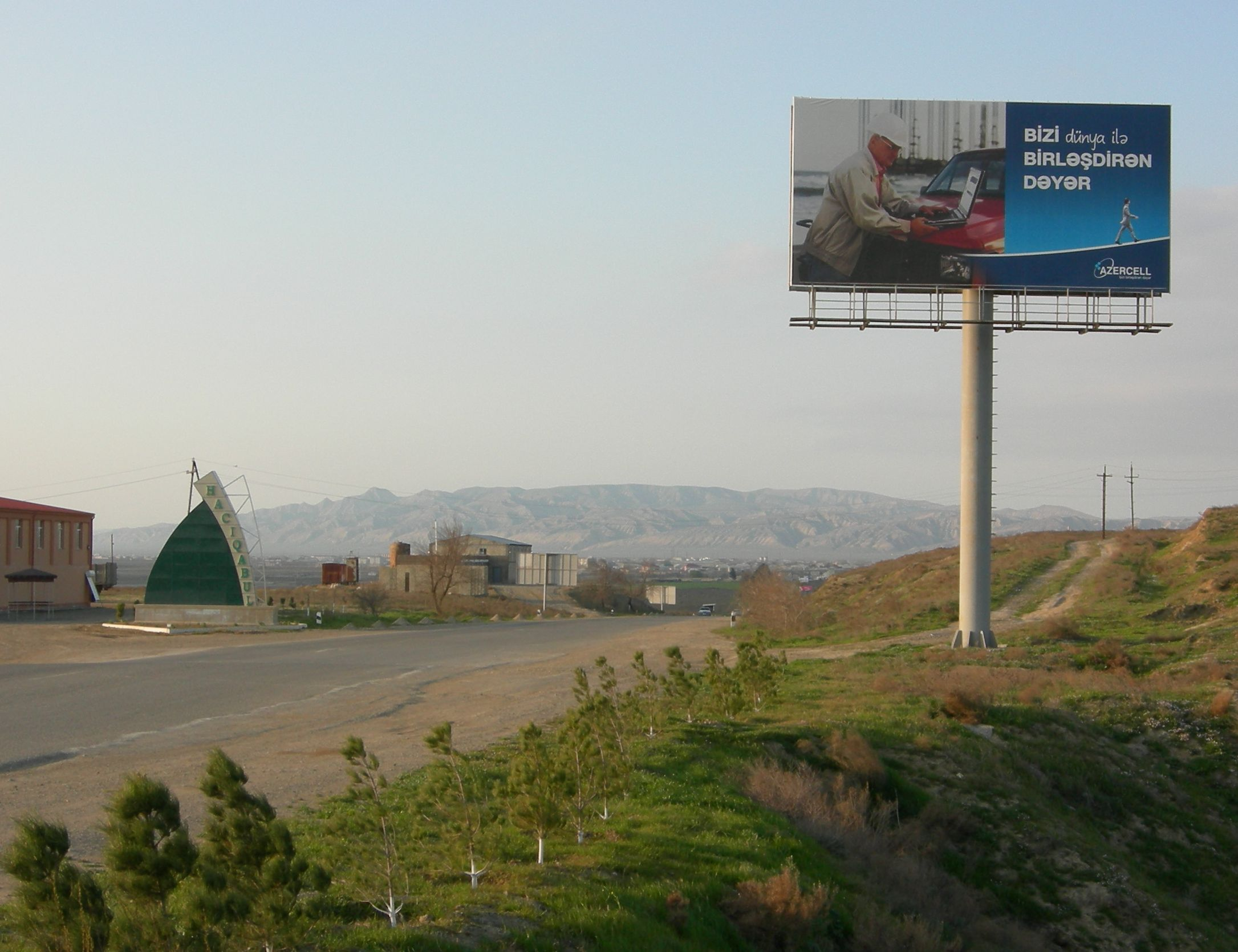
Einfahrt in den Rajon aus Richtung Şirvan. Im Hintergrund die Stadt Hacıqabul und der Bergzug Şahdağ
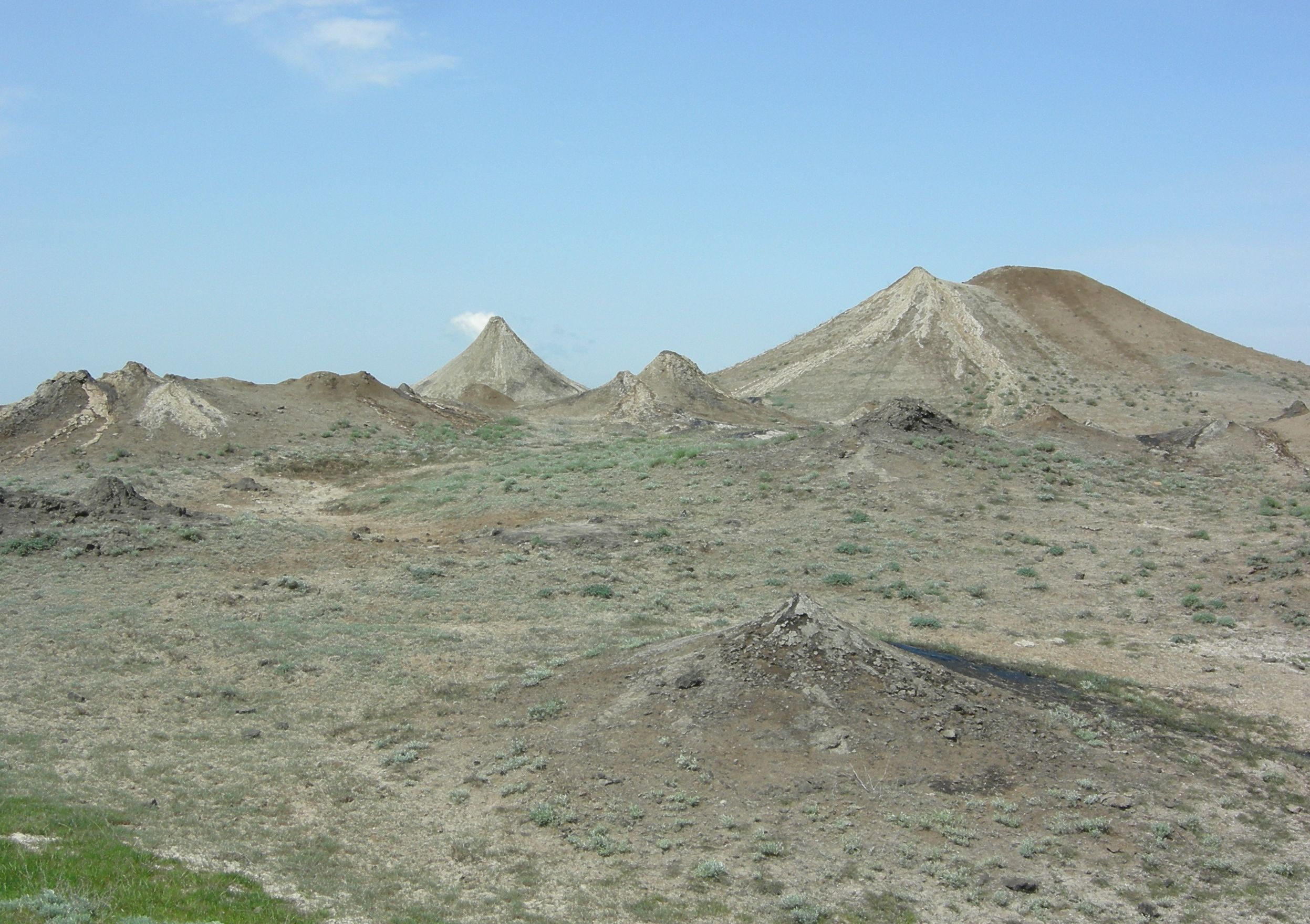
Schlammvulkane mit zu Tage tretendem Erdöl sind vielerorts zu finden
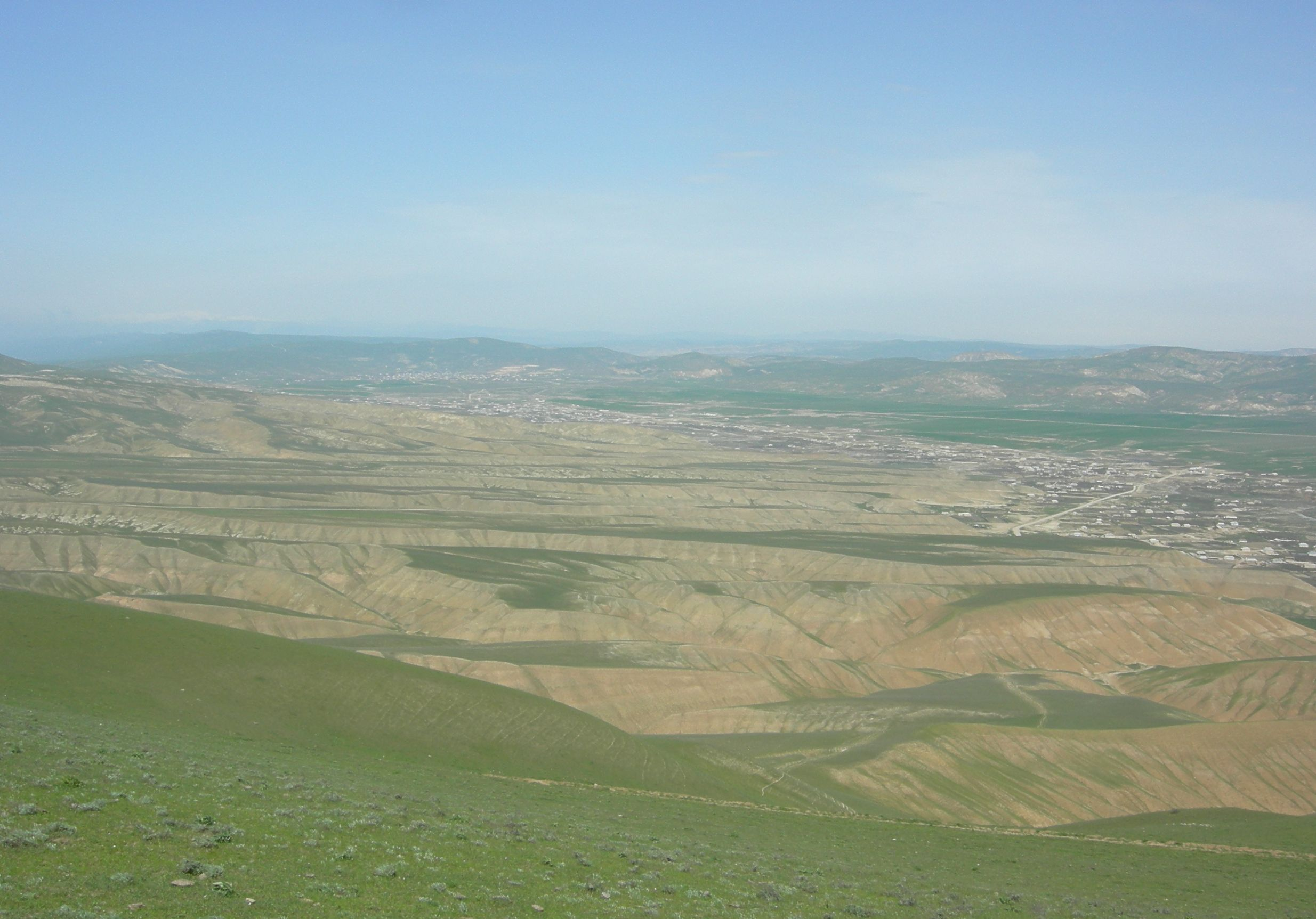
Tal des Flusses Pirsaat mit dem Dorf Birinci Udullu im Norden des Rajons. Am Horizont die schneebedeckten Gipfel des Großen Kaukasus jenseits Şamaxı
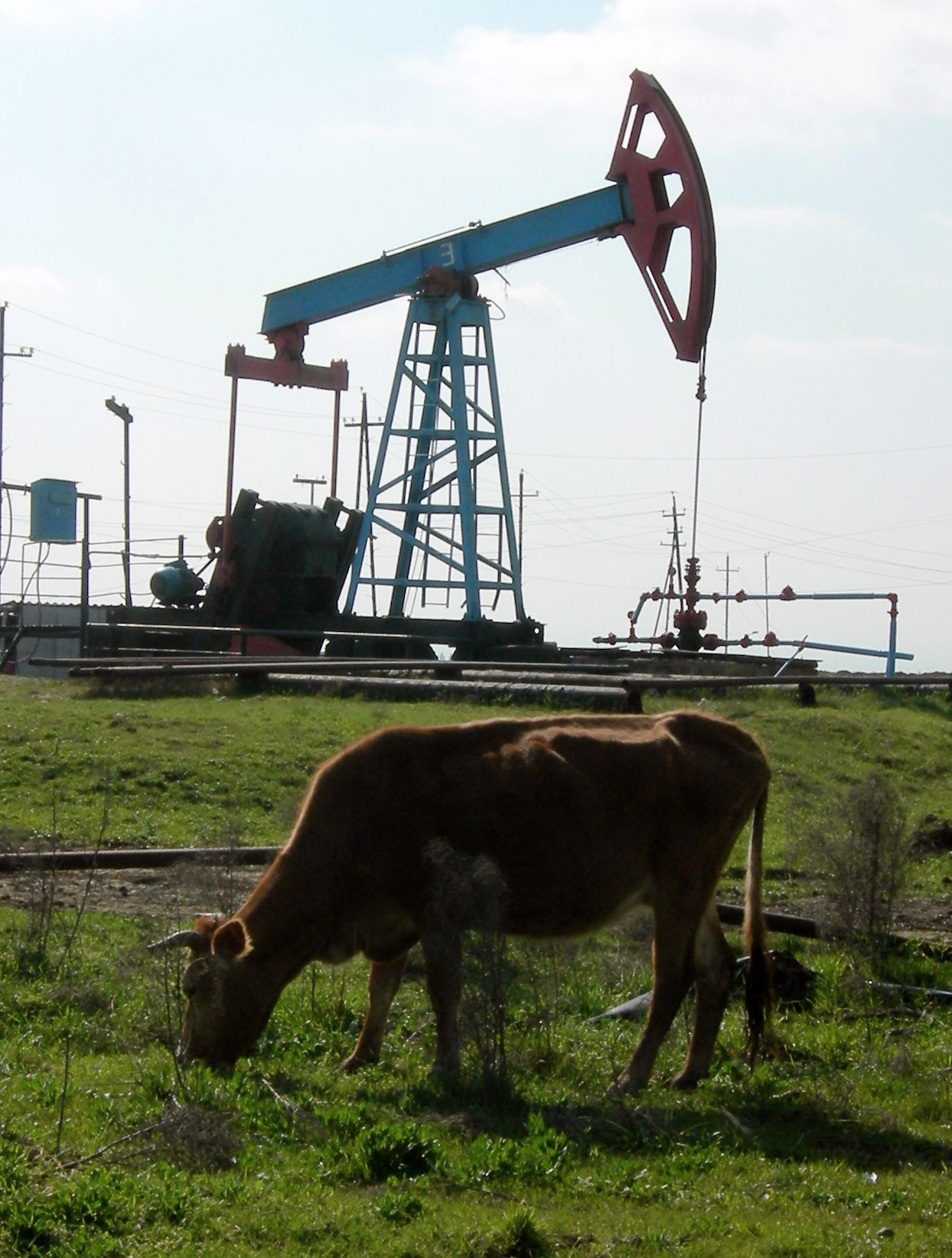
Wirtschaft des Rajons: Erdölförderung (hier auf der Lagerstätte Kəlaməddin) und Rinderhaltung

## Baudenkmäler
Im Bezirk befindet sich die Reste der Festung Hanega.